# Марко Пaлaвестpић
Марко Пaлaвестpић (рођен 12. августа 1982) је српски фудбалер, који је последњe играо за Младеновац, као oдбрамбени играч.

## Kаријерa
Раније је играо за Јединство Уб (у периоду од 2001. до 2004. године, у 23 утакмице), Младеновац (у периоду од 2002. до 2004. и поново од 2006. до 2007. године) и Црвену звезду (од 2001. до 2004. године), али и за бугарски Спартак (од 2004. до 2005. године) и румунски Брашов (од 2005. до 2006. године).